# 秋山哲平
秋山 哲平（あきやま てっぺい、1991年6月22日 - ）は、日本の元ラグビー選手。

## プロフィール
- 福岡県出身。
- 現役時代のポジションはフッカー(HO)。
- 身長 173cm、体重 100kg
- ニックネームはあきてつ。
- 好きな芸能人は長澤まさみ[1]

## 略歴
ラグビーを始めたきっかけは父の影響から。
2010年、東福岡高校卒業後、同志社大学に入学する。なお東福岡高校時代、花園で2回優勝を経験して高校日本代表候補に選ばれたことがある。
2013年、同志社大学ラグビー部の主将に就任した。
2014年、同志社大学卒業後、NECグリーンロケッツ(現・NECグリーンロケッツ東葛)に加入。
2017年8月19日に行われたジャパンラグビートップリーグ第1節の東芝ブレイブルーパス戦にて途中出場で公式戦初出場を果たす。
2020年、清水建設ブルーシャークス(現・清水建設江東ブルーシャークス)に加入。
2022年、現役を引退した。

## MV出演
- Carnavacation「だれも知らない」[8]。